# Wergiliusz Gołąbek
Wergiliusz Gołąbek (ur. 1948) – doktor nauk humanistycznych w zakresie socjologii, wykładowca akademicki, przez wiele lat związany z instytucjami kultury (dyrektor Filharmonii im. Artura Malawskiego w Rzeszowie oraz Festiwalu Muzycznego w Łańcucie). Były prorektor ds. nauczania i prorektor ds. rozwoju i współpracy Wyższej Szkoły Informatyki i Zarządzania w Rzeszowie. Od 2016 pełni funkcję rektora tej uczelni.

## Życiorys
Jest doktorem nauk humanistycznych w zakresie socjologii Uniwersytetu Kardynała Stefana Wyszyńskiego w Warszawie. Jego zainteresowania naukowe koncentrują się na filozofii i etyce, a także wokół związków tych dyscyplin z życiem gospodarczym, dziennikarstwem, turystyką, literaturą i sztuką.
Od 1980 roku związany z Filharmonią Rzeszowską, z krótką przerwą w latach 1988–1989, gdy kierował Orkiestrą Wojciecha Rajskiego, znaną później jako Polska Filharmonia Kameralna w Gdańsku. Odbył z nią liczne tournée zagraniczne w Europie i w Chinach.
W latach 1990–2006 Dyrektor Naczelny Filharmonii im. Artura Malawskiego w Rzeszowie oraz Festiwalu Muzycznego w Łańcucie. W czasie jego działalności rzeszowska orkiestra symfoniczna stała się orkiestrą zaliczaną do najlepszych w Polsce, a łańcucki festiwal, pomimo poważnych problemów organizacyjno – finansowych, ugruntował swoją pozycję wśród najbardziej prestiżowych imprez muzycznych w Europie. Pod jego kierownictwem zarówno orkiestra Filharmonii Podkarpackiej w Rzeszowie, jak i Polskiej Filharmonii Kameralnej w Gdańsku, nagrały wiele płyt, między innymi dla wytwórni amerykańskich, europejskich oraz polskich.
Obecnie jest rektorem Wyższej Szkoły Informatyki i Zarządzania w Rzeszowie – największej niepublicznej uczelni wyższej w województwie podkarpackim.

## Odznaczenia i wyróżnienia
Był członkiem Komitetu Organizacyjnego Kongresu Kultury Polskiej w 2000 roku i współredaktorem Karty Kultury Polskiej przygotowanej pod auspicjami Prezydenta Rzeczypospolitej Polskiej. Były wiceprezydent Konferencji Dyrektorów Filharmonii Polskich, laureat Nagrody Miasta Rzeszowa. Odznaczony Krzyżem Kawalerskim Orderu Odrodzenia Polski (2005), Odznaką honorową „Zasłużony dla Kultury Polskiej” oraz Brązowym Medalem „Zasłużony Kulturze Gloria Artis” (2011). Członek Rady Nadzorczej spółki Copernicus Center Press Sp. z o.o.
Autor wielu ekspertyz dla Ministerstwa Kultury, Sejmowej Komisji Kultury oraz Instytutu Adama Mickiewicza w Warszawie.